# 리비체나트치들리노우

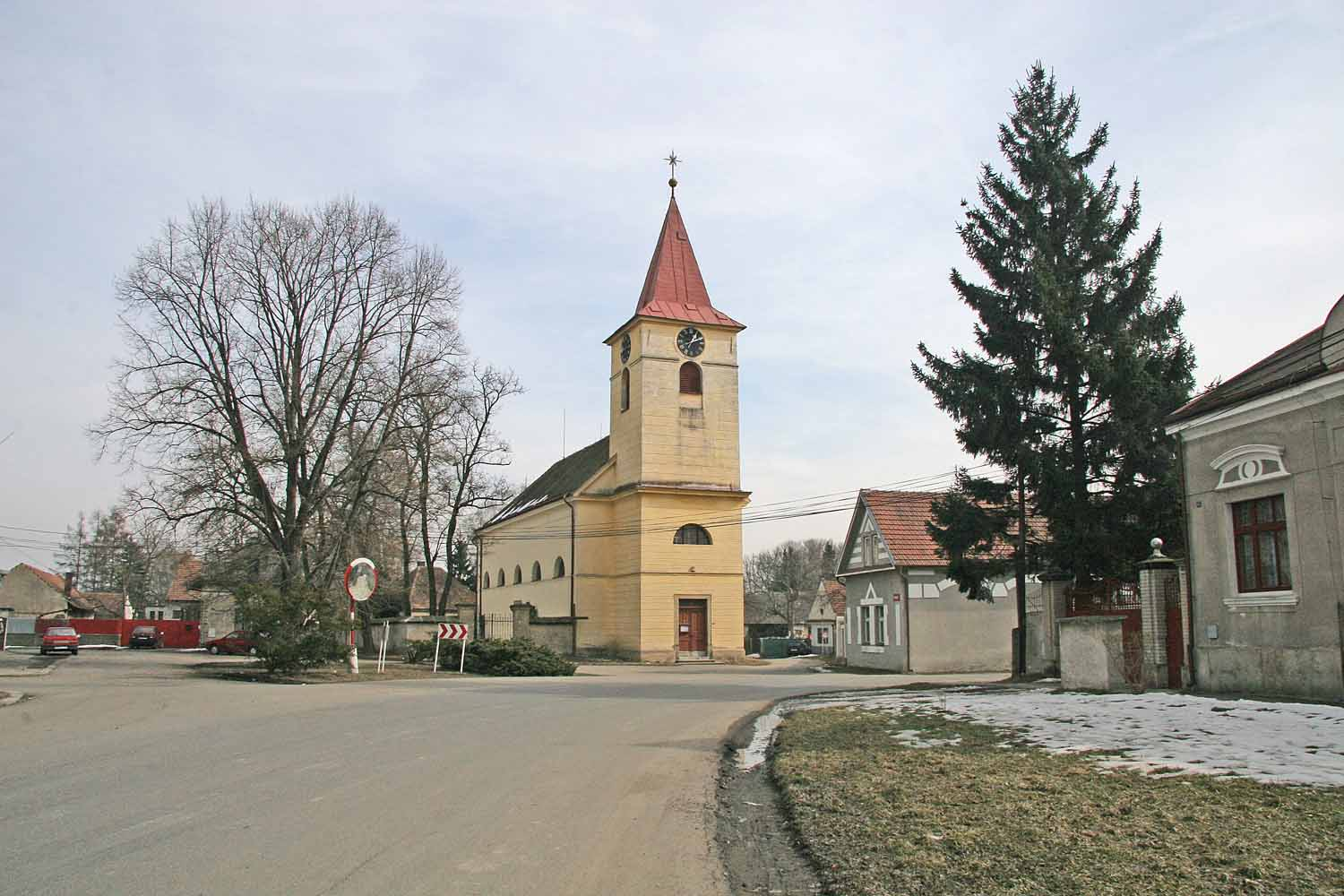
리비체나트치들리노우 성 보이테흐(Vojtěch) 교회

리비체나트치들리노우(체코어: Libice nad Cidlinou)는 체코 중앙보헤미아 주에 위치한 도시로 면적은 9.95km2, 높이는 190m, 인구는 1,319명(2011년 기준), 인구 밀도는 133명/km2이다. 포데브라디에서 남동쪽으로 약 5km 정도 떨어진 곳에 위치한다. 보헤미아의 기독교 성인인 아달베르트 폰 프라크(프라하의 아달베르트)의 출생지이기도 하다.

시기
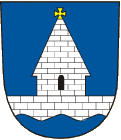
시 문장

## 인구
| 연도           | 인구  | ±%     |
| -------------- | ----- | ------ |
| 1869           | 657   | —      |
| 1880           | 824   | +25.4% |
| 1890           | 842   | +2.2%  |
| 1900           | 953   | +13.2% |
| 1910           | 1,081 | +13.4% |
| 1921           | 1,136 | +5.1%  |
| 1930           | 1,239 | +9.1%  |
| 1950           | 1,237 | −0.2%  |
| 1961           | 1,500 | +21.3% |
| 1970           | 1,419 | −5.4%  |
| 1980           | 1,390 | −2.0%  |
| 1991           | 1,313 | −5.5%  |
| 2001           | 1,294 | −1.4%  |
| 2011           | 1,310 | +1.2%  |
| 2021           | 1,190 | −9.2%  |
| 출처: Censuses |       |        |